# Wojciech Kazimierz Chądzyński
Wojciech Kazimierz Chądzyński herbu Ciołek – łowczy różański w 1766, wojski większy różański w 1759.
Poseł ziemi różańskiej na sejm konwokacyjny 1764 roku. Elektor Stanisława Augusta Poniatowskiego z ziemi różańskiej w 1764. Komisarz z rycerstwa Komisji Skarbowej Koronnej w 1765. 